# Oväntat besök
Oväntat besök, originaltitel Doing Time on Maple Drive, är en amerikansk TV-film från 1992 regisserad av Ken Olin.

## Handling
En collegestudent åker hem till sin familj för att presentera sin flickvän. Under besöket sätts relationen mellan familjemedlemmarna på prov och hemligheter gömda bakom den till synes "perfekta familjen" kommer fram i ljuset.

## Om filmen
Filmen hade världspremiär i USA den 16 mars 1992.

## Rollista
- James Sikking – Phil Carter
- Bibi Besch – Lisa Carter
- William McNamara – Matt Carter
- Jayne Brook – Karen
- David Byron – Tom
- Lori Loughlin – Allison
- Jim Carrey – Tim Carter
- Philip Linton – Andy
- Bennett Cale – Kyle

## Utmärkelser
Filmen nominerades tre Emmy Award, men vann inget pris.

### Webbkällor
- Oväntat besök på Internet Movie Database (engelska)
- Oväntat besök på Svensk Filmdatabas